# Gudingen, Jämtland
Gudingen är en sjö i Åre kommun i Jämtland och ingår i Indalsälvens huvudavrinningsområde. Sjön har en area på 0,188 kvadratkilometer och ligger 707,3 meter över havet.

## Delavrinningsområde
Gudingen ingår i det delavrinningsområde (700196-139138) som SMHI kallar för Utloppet av Gudingen. Medelhöjden är 716 meter över havet och ytan är 0,51 kvadratkilometer. Räknas de 4 avrinningsområdena uppströms in blir den ackumulerade arean 4,47 kvadratkilometer. Vattendraget som avvattnar avrinningsområdet har biflödesordning 3, vilket innebär att vattnet flödar genom totalt 3 vattendrag innan det når havet efter 325 kilometer. Avrinningsområdet består mestadels av skog (63 procent). Avrinningsområdet har 0,19 kvadratkilometer vattenytor vilket ger det en sjöprocent på 36,5 procent.